# Ethiopian Airlines
Ethiopian Airlines (tiếng Amhara: የኢትዮጵያ አየር መንገድ; የኢትዮጵያ viết tắt) là một hãng hàng không đóng trụ sở ở Addis Ababa, Ethiopia. Đây là hãng hàng không của quốc gia Ethiopia cung cấp dịch vụ bay quốc tế vận chuyển hành khác và hàng hoá tới hơn 50 điểm trên toàn thế giới và 32 tuyến nội địa. Hãng cũng cung cấp dịch vụ bay thuê bao. Cơ sở hoạt động chính của hãng nằm ở sân bay quốc tế Bole.
Ethiopian Airlines là hãng hàng không lớn thứ tư ở châu Phi về số lượng khách vận chuyển và số điểm đến. Ethiopian Airlines có 50 điểm đến quốc tế và 35 điểm đến nội địa Ethiopia.

## Lịch sử

### Thời kỳ sơ khai
Ngày 8 tháng 4 năm 1946 chuyến bay theo lịch trình đầu tiên đã bay đến Cairo qua Asmara bằng Douglas C-47 Skytrain.Vài tháng trước đó Ethiopian Air Lines (tên gọi cũ) đã được thành lập với tư cách là một hãng hàng không quốc gia.,liên doanh với hãng hàng không Mỹ, TWA (Trans World Airlines). Năm máy bay C-47 cũ của Chính phủ Hoa Kỳ đã được mua để liên doanh. Sau chuyến bay khai trương thành công đến Cairo, các chuyến bay hàng tuần thường xuyên đã được thiết lập, các chuyến bay hàng tuần đến Djibouti và Aden cũng được tổ chức sau đó, cũng như chuyến bay nội địa đến Jimma. Nhu cầu về các dịch vụ bổ sung lớn đến nỗi vào cuối năm 1946, bốn chiếc C-47 Skytrains đã được mua thêm. Vì những chiếc máy bay này là máy bay cũ của quân đội Hoa Kỳ, chúng có ít tiện nghi; tất cả đều có ghế bành theo kiểu ghế băng dọc theo hai bên, với lối đi trung tâm được thông thoáng để hàng hóa có thể được để xuống sàn.
Đến năm 1947, Ba chiếc Skytrains khác đã được mua cho các tuyến quốc tế. Những chiếc này được trang bị trong một bố cục "sang trọng" với 21 chỗ ngồi hướng về phía trước và là những chiếc đầu tiên được sơn livery đầy màu sắc của hãng hàng không Etopian Airlines. Vào cuối những năm 1940, mạng lưới tuyến đã được mở rộng đến Nairobi, Port Sudan và Bombay. Các chuyến bay điều lệ cũng được bay đến Jeddah trong mùa Hajj, chở khách hành hương đến Makkah.

### Thập niên 50
Hai máy bay Convair 240 đã được mua, trong đó một phần ba được sử dụng trên các tuyến đường nước ngoài. Những chiếc máy bay hiệu suất cao này có nội thất và chỗ ngồi được trang bị đầy đủ cho 36 hành khách. Các cabin điều áp của họ cho phép máy bay bay cao hơn trong không khí và êm ái hơn. Đến cuối năm 1952, Skytrains vẫn tiếp tục phục vụ cho các tuyến nội địa, nối 21 thị trấn và thành phố với thủ đô để chở cả hành khách và hàng hóa.Trong thời điểm hiện tại ba phần tư nhân viên của hãng hàng không hiện đang là người Ethiopia nhưng người nước ngoài vẫn giữ hầu hết các chức vụ quan trọng. Chính phủ Ethiopia đã đàm phán và thỏa thuận mới với TWA với mục đích cuối cùng là hoạt động hoàn toàn với nhân viên người Ethiopia.
Năm 1957,cơ trưởng của máy bay chở khách đầu tiên là người Ethiopia, Alemayehu Abebe,đã thực hiện chuyến bay một mình với tư cách cơ trưởng trên máy bay DC-3 / C-47. Dự án đào tạo hàng không quốc gia được thành lập với sự giúp đỡ của Chính phủ Hoa Kỳ tại Addis Ababa để đào tạo phi công, kỹ thuật viên và nhân viên giám sát địa phương. Hãng hàng không thành lập cơ sở bảo trì của riêng mình tại Addis Ababa, giảm nhu cầu bảo trì ở nước ngoài. Trong những năm tiếp theo, các cơ sở đã mở rộng thành một trung tâm được trang bị đầy đủ để bảo trì, đại tu và sửa đổi công việc trên máy bay, động cơ và hệ thống điện tử, không chỉ cho máy bay riêng mà còn cho các hãng hàng không khác trong khu vực. Mạng lưới tuyến mở rộng với các chuyến bay đến Frankfurt. Vào 1958, Cloudmasters DC-6B đã được mua, chiếc máy bay bốn động cơ được trang bị 71 chỗ ngồi này đã được sử dụng trên các tuyến đường dài.

### Thập niên 60

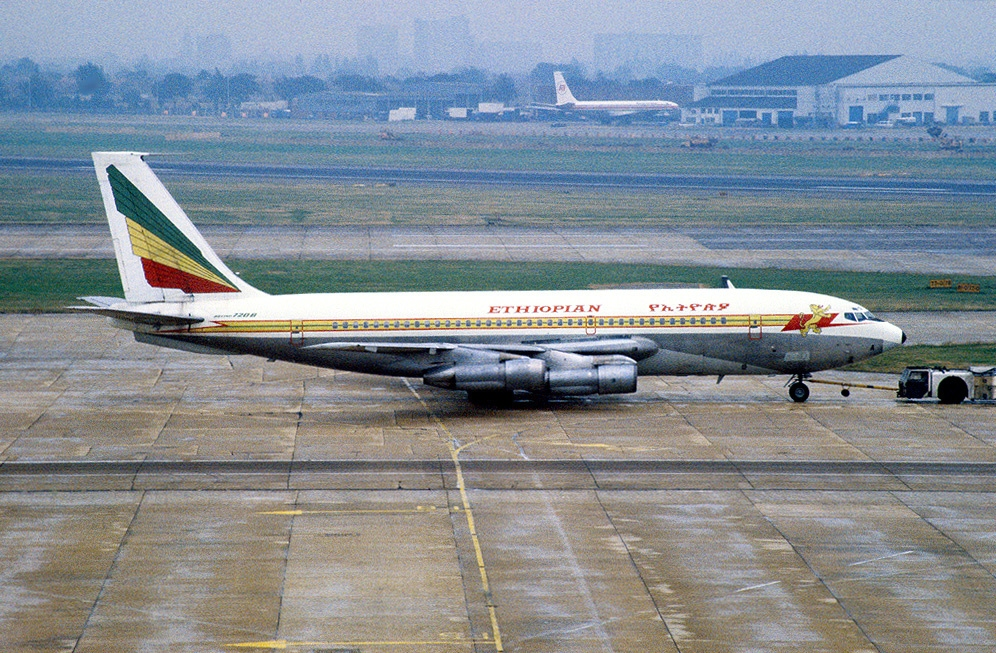
Ethiopian Airlines Boeing 720b

Năm 1960 các hãng hàng không chuẩn bị bước vào thời đại máy bay phản lực và quyết định rằng Boeing 720B đáp ứng tốt nhất các yêu cầu của họ. Tuy nhiên, sân bay hiện tại phục vụ cho thủ đô Addis Ababa - Lidetta, được xây dựng vào năm 1936 - không phù hợp với hoạt động của máy bay phản lực vì nó cần một đường băng dài hơn. Tuy nhiên sau đó họ đã quyết định xây một sân bay và trụ sở mới tại Bole. Năm 1961 dịch vụ đông - tây mới đã được khánh thành, nối Addis Ababa với Monrovia ở Liberia, qua Khartoum và Accra. Đây là cầu nối về đường hàng không đầu tiên giữa Đông và Tây Phi mà trước đó chưa từng có hãng hàng không nào thực hiện. Tháng 12 năm 1961, đường băng và tháp kiểm soát không lưu mới tại Sân bay quốc tế mới ở Bole đã hoạt động và hai chiếc Boeing 720B đã gia nhập đội bay. Etiopian là hãng hàng không đầu tiên ở châu Phi đặt mua Boeing 720B. Vào ngày 15 tháng 1 năm 1963, hãng hàng không đã khai đường bay bằng máy bay phản lực đầu tiên, từ Bole đến Nairobi. Ngày hôm sau, chiếc Boeing thứ hai đã khánh thành một tuyến mới đến Madrid, qua Asmara và Athens. Trong khi đó, những chiếc Skytrains cao tuổi và những chiếc DC-3 dân sự của họ tiếp tục bay với các dịch vụ bay nội địa và hàng hóa, 6 chiếc DC-3 khác đã được mua trong thập kỷ tiếp theo. Mặc dù tuổi đời của chúng khá cao nhưng những chiếc máy bay này lại rất phù hợp với địa hình gồ ghề và độ cao lớn của Ethiopia. Công ty đã thay đổi tình trạng pháp lý từ tập đoàn thành công ty cổ phần. Đồng thời, tên của hãng cũng được thay đổi từ Ethiopian Air Lines sang Ethiopian Airlines.

### Thập niên 70 và 80
Năm 1971, Đại tá Semret Medhane được bổ nhiệm làm tổng giám đốc, người Ethiopia đầu tiên giữ vị trí này. Đến năm 1977,máy mô phỏng buồng lái của máy bay Boeing 720B đã được mua lại, khiến hãng hàng không độc lập với các hãng hàng không nước ngoài trong việc đào tạo phi công. Năm 1979, hai chiếc Boeing 727 đã được mua cho các tuyến tầm trung, để thay thế cho những chiếc Boeing 720 lâu đời nhất. Năm 1982, hãng đã mua một chiếc Boeing 727 thứ ba và hai chiếc de Havilland Canada DHC-5 Buffalo tầm ngắn để sử dụng cho các dịch vụ trong nước. Năm 1984, Ethiopian Airlines thu hút sự chú ý trên toàn thế giới vào ngày 1 tháng 6 khi chiếc Boeing 767 đầu tiên của họ hạ cánh tại Bole sau chuyến bay giao hàng dài 13 tiếng 30 phút từ New York - lập kỷ lục khoảng cách thế giới mới cho máy bay phản lực thương mại hai động cơ. Ethiopian Airlines cũng là khách hàng khởi động cho dòng máy bay mới này,hãng đã mang hai trong số các máy bay Boeing 767 thân rộng tiên tiến để thay thế cho những chiếc Boeing 720 cũ. Ngoài sức chứa hành khách 190 chỗ, máy bay có thể chở 12 tấn hàng hóa trong khoang. Vào cuối năm 1985, khi DC-3 / Skytrains bắt đầu bị rút lui, hãng hàng không này vẫn còn 9 máy bay trong đội bay của mình, tất cả đều ít nhất trên 40 năm tuổi. Chiếc máy bay cuối cùng trong số này vẫn còn hoạt động cho đến tháng 10 năm 1991. Thay thế chính là 6 chiếc OttC-6 Twin Otters 18 chỗ và - cho các tuyến nội địa bận rộn và hai máy bay 46 chỗ nhanh và hiện đại ATR-42.

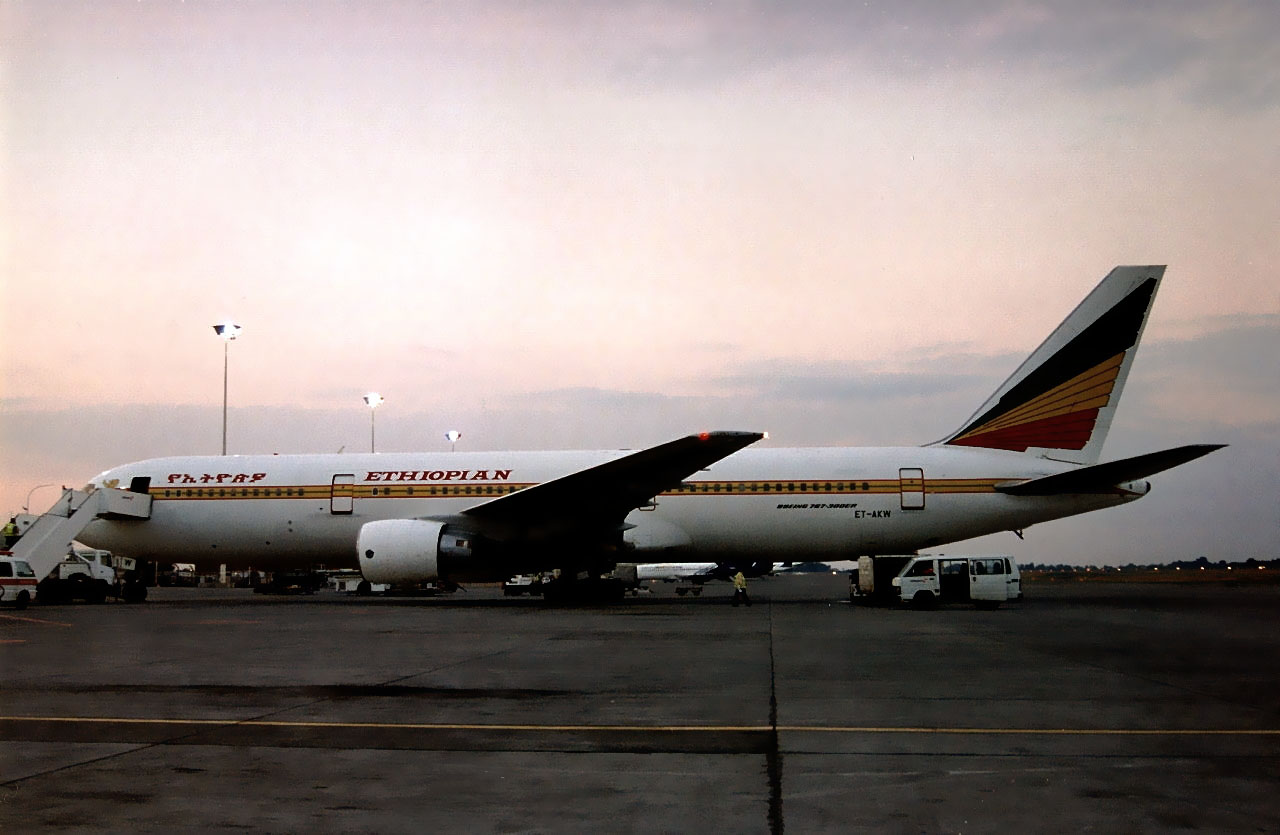
Boeing 767 của Ethiopian Airlines trong màu sơn ban đầu.

Năm 1989, bộ phận quản lý hàng hóa được thành lập để dành sự quan tâm đặc biệt đến việc phát triển các dịch vụ vận chuyển hàng hóa của hãng. Cho đến nay, hãng cũng đã coi hoạt động vận chuyển hàng hóa của mình quan trọng hơn là việc xem vận tải hàng hóa là nguồn thu nhập phụ.

### Thập niên 90
Năm 1995, bộ phận kỹ thuật máy bay của hãng hàng không đã mở một cơ sở thử nghiệm động cơ phản lực được xây dựng có mục đích mới, cho phép các động cơ có lực đẩy lên tới 45.000 kg (100.000 lbs) được thử nghiệm trên mặt đất. Tháng 4 năm 1996, khi các hãng hàng không kỷ niệm 50 năm, mạng lưới đường bay được mở rộng từ châu Âu (London, Frankfurt và Rome) đến Trung Quốc (Bắc Kinh) và Thái Lan (Bangkok). Trung Đông và Ấn Độ được đại diện tốt, và các tuyến hàng không của Châu Phi đến Senegal và Bờ Biển Ngà ở phía tây, Cairo ở phía bắc, và Johannesburg và Durban ở phía nam. Đội bay bao gồm 2 máy bay ATR-42 và 4 máy bay DHC-6 cho các dịch vụ hành khách nội địa, một máy bay Boeing 737 và bốn máy bay Boeing 757 cho các dịch vụ hành khách tầm trung và 3 máy bay Boeing 767 cho các dịch vụ tầm xa. Đối với các dịch vụ vận chuyển hàng hóa và không theo lịch trình, hãng hàng không có 1 máy bay vận tải Boeing 707, một máy bay vận tải Boeing 757, hai Lockheed L-100 commercial Hercules  và DHC-5 Buffalo. Trường đào tạo phi công của hãng được trang bị một trình mô phỏng bay tối tân, sao chép sàn máy bay của Boeing 767. Trình mô phỏng này cũng được sử dụng để huấn luyện phi hành đoàn trên chiếc Boeing 757, có sàn bay tương tự. Vào tháng 10 năm 1996, chiếc Fokker 50 đầu tiên được mua để tăng cường các dịch vụ trong nước. Năm 1996, một bước nhảy vọt của hãng đã được thực hiện với việc ra mắt dịch vụ hai lần một tuần đến Washington - điểm đến đầu tiên của Ethioipian Airline tại Châu Mỹ và New York ngay sau đó. Tháng 2/1999, chương trình khách hàng thường xuyên của ShebaMiles đã được triển khai. Việc xây dựng bắt đầu trên một tòa nhà ga mới, cực kỳ hiện đại tại Sân bay Quốc tế Bole để nâng cấp dịch vụ hành khách và phục vụ cho sự gia tăng lưu lượng dự kiến. Vào tháng 11, Scandinavia lần đầu tiên được đưa vào mạng lưới tuyến với một dịch vụ mới đến Copenhagen, Đan Mạch, cùng với một tuyến mới đến Maputo, Mozambique.

### Thập niên 2000s
Năm 2002, Ethiopian Airlines bắt đầu một thời kỳ tăng trưởng bền vững và hiện đại hóa đội tàu bay. Trong bốn năm có 12 máy bay mới, sáu chiếc B737-700 thế hệ tiếp theo và sáu chiếc 767-300ER đã được lên kế hoạch để thay thế hai chiếc B737-200 hiện có và hai chiếc B767-200. Vào tháng 10, các hoạt động bay đêm của Addis Ababa đã được giới thiệu để bổ sung cho các chuyến bay vào ban ngày.Năm 2003, đường băng và tháp không lưu mới, dài 3.800 mét tại Sân bay Quốc tế Bole đã đi vào hoạt động, cùng với nhà ga sân bay mới rộng rãi với các cơ sở hiện đại của thế kỷ 21. Cải tạo nhà ga cũ để phục vụ chủ yếu các chuyến bay nội địa. Năm 2005, Ethiopian Airlines thông báo rằng họ sẽ là hãng hàng không Châu Phi đầu tiên đưa vào sử dụng Boeing 787 Dreamliner mới, với đơn đặt hàng chắc chắn cho 10 chiếc máy bay phản lực cực kỳ hiện đại này và thêm một lựa chọn cho năm chiếc nữa. Đơn đặt hàng cho máy bay mới tiết kiệm nhiên liệu, tầm xa, thân thiện với hành khách được định giá 1,3 tỷ USD. Boeing đã bắt đầu sản xuất máy bay mới mang tính cách mạng vào năm 2006 và dự kiến sẽ bắt đầu giao hàng từ năm 2011. Năm 2006, Ethiopian Airlines tự hào kỷ niệm 60 năm dịch vụ vận chuyển hàng không an toàn và đáng tin cậy vào ngày 5 tháng 5 năm 2006, nơi Giám đốc điều hành của hãng đã  có cơ hội nói "lời cảm ơn"  đến tất cả những người đã hỗ trợ hãng trong suốt chặng đường. Cùng năm đó đánh dấu chương trình hiện đại hóa và nâng cao năng lực của hãng hàng không Etopian Airlines thông qua việc xây dựng một nhà chứa bảo trì và nhà ga hàng hóa mới được chính thức khánh thành và đưa vào vận hành. Năm 2007, Ethiopian Airlines tự hào đã đạt được hai giải thưởng của Tạp chí Hàng không Châu Phi và the African/Times USA. Giải thưởng uy tín của Tạp chí Hàng không Châu Phi là sự công nhận về hiệu quả tài chính tuyệt vời, tăng trưởng hành khách, mở rộng mạng lưới tuyến, hiện đại hóa đội bay, dịch vụ trên chuyến bay và chăm sóc khách hàng nói chung. Giải thưởng Doanh nghiệp của Châu Phi năm 2007, được tờ Thời báo Châu Phi của Hoa Kỳ trao tặng cho Ethiopian vì "thành tích và sự đóng góp liên tục của họ trong việc nâng cao hồ sơ của Châu Phi và chất lượng cuộc sống cho người châu Phi ở khắp mọi nơi". Etiopian cũng nhận giấy chứng nhận đăng ký IATA-IOSA do "cam kết cơ bản của Hãng hàng không cung cấp dịch vụ vận chuyển hàng không an toàn và đáng tin cậy cho hành khách và hàng hóa". Năm 2008, Ethiopian Airlines đã ký một thỏa thuận share code với Lufthansa để cung cấp các chuyến bay hàng ngày cho khách hàng của mình từ trung tâm Addis Ababa đến trung tâm Lufthansa, ở Frankfurt với các chuyến bay thuận tiện đến nhiều điểm khác trên thế giới. Trong thời gian này, Ethiopia cũng tham gia vào các thỏa thuận sharecode với các hãng hàng không khác bao gồm Brussels Airlines. Năm 2009, Etiopian Airlines đặt hàng 35 máy bay mới trực tiếp từ các nhà sản xuất, bao gồm các đơn đặt hàng của năm chiếc B777-200LR và 12 chiếc A350-900, Ethiopian cũng đã đặt hàng 10 chiếc máy bay Boeing B787 và 8 máy bay Bombardier. Những khoản đầu tư này cho phép Ethiopian điều hành một trong những đội tàu bay trẻ nhất ở châu Phi với sự thoải mái và hiệu quả tốt hơn. Ethiopian Airlines và ASKY đã ký hợp đồng quản lý cho phép hãng hàng không Ethiopian quản lý ASKY trong thời gian 5 năm. Hợp đồng quản lý là một động thái quan trọng đánh dấu một hợp tác lịch sử nội bộ châu Phi trong kinh doanh hàng không. Thỏa thuận giúp hai hãng vận chuyển phát triển một trung tâm Tây Phi ở Lome, Togo cho các tuyến khu vực và liên lục địa. Năm 2010, Ethiopian Airlines đã ký thỏa thuận sharecode với Scandinavian Airlines, một trong những thành viên sáng lập của Star Alliance, cung cấp cho khách du lịch kết nối tốt hơn và một loạt các dịch vụ giữa Châu Âu và Châu Phi.
Ethiopian đã mở các dịch vụ mới cho Pointe Noire, thành phố lớn thứ hai của Cộng hòa Congo, có hiệu lực từ ngày 16 tháng 6 năm 2010.

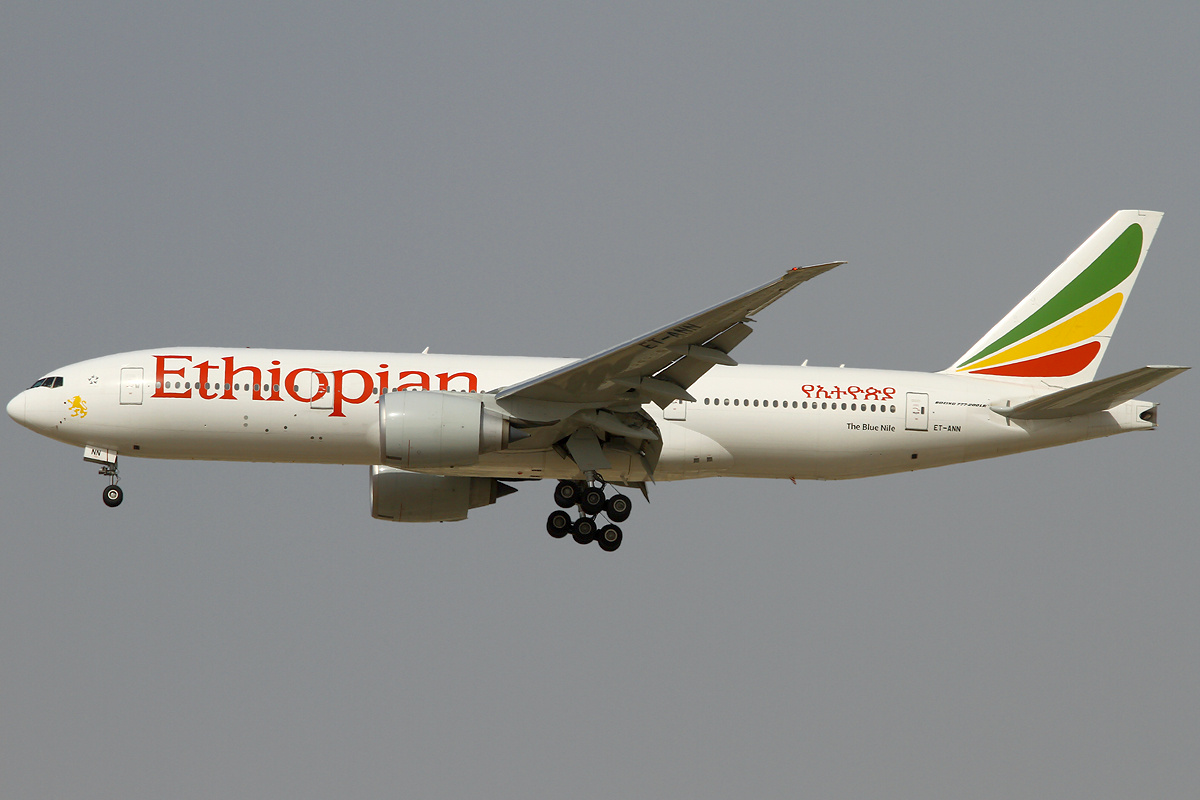
Boeing 777-200LR

Năm 2011, Ethiopian  đã nhận được 3 chiếc Boeing 777-200LLR trong năm 2011, tăng tổng số 777-200LR lên 5 chiếc.
Ethiopian bắt đầu các dịch vụ mới đến Hàng Châu-Trung Quốc, đến Malakal-Nam Sudan, Milan-Italy, Muscat-Oman. Etiopia cũng triển khai các chuyến bay thẳng hàng ngày đến Bắc Kinh với  B777-200LR. Ethiopian Airlines cũng đã nhận được bốn giải thưởng khác nhau trong năm 2011. Ethiopian  nhận được giải thưởng "AFRICAN CARGO AIRLINE OF THE YEAR". Vào ngày 24 tháng 2 năm 2011, Ethiopian Airlines giành được  "Deal of the Year 2010". Hãng hàng không Etopian cũng được mệnh danh là "Hãng hàng không có lợi nhuận cao nhất châu Phi"  lần thứ ba liên tiếp vào tháng 7 năm 2011. Hãng hàng không Etopian cũng nhận được giải thưởng AFRAA vì luôn có lãi trong những năm tại Đại hội đồng thường niên AFRAA lần thứ 43 được tổ chức tại ERICesh, Morocco vào ngày 21 tháng 11 năm 2011.
Ethiopian Airlines tiếp tục sharecode với Singapore Airlines và Asiana Airlines,
Hãng hàng không Etopian đã đặt hàng Bốn máy bay vận tải B777F  từ Công ty Boeing.
Học viện Hàng không Ethiopia và MRO của Ethiopia được Cơ quan An toàn Hàng không Châu Âu phê duyệt. Học viện Hàng không Etopian Airlines đã nhận được chứng nhận của tổ chức huấn luyện bảo trì loại một phần của Cơ quan Hàng không Châu Âu (EASA) trong khi Đơn vị MRO của Ethiopia nhận được EASA Phần 145 phê duyệt.

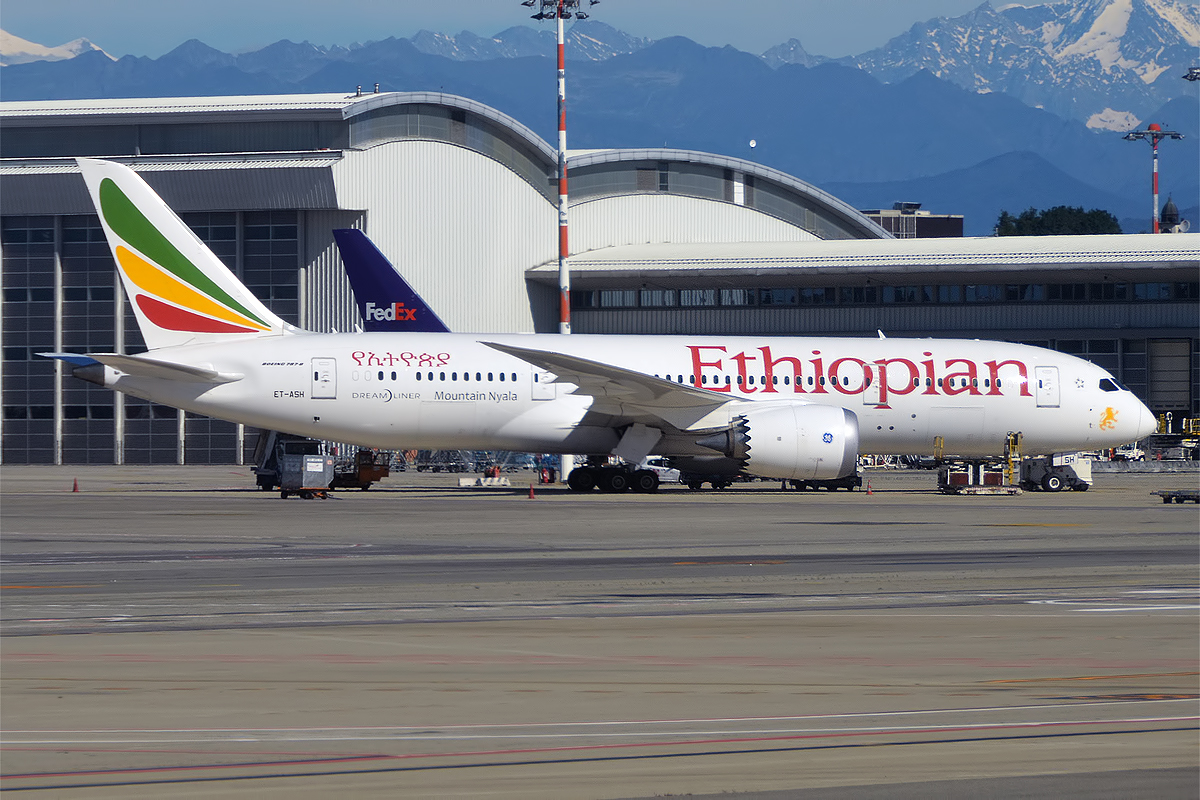
Ethiopian Airlines B787

Vào ngày 11 tháng 12 năm 2011, Cơ trưởng của Hãng hàng không Etopian đã bay chiếc 787 đầu tiên đến đất châu Phi với lần hạ cánh đầu tiên tại sân bay quốc tế Addis Ababa - Bole. Hãng hàng không Ethiopian đã gia nhập Star Alliance vào ngày 13 tháng 12 năm 2011. Tại một buổi lễ được tổ chức tại sân bay quốc tế Addis Ababa - Bole, Ban điều hành của Star Alliance (CEB) đã chào đón hãng hàng không Etopian Airlines là hãng hàng không thứ ba của Star  Alliance  trên lục địa châu Phi. Năm 2012, Ethiopia Airlines thành lập Trung tâm thứ hai tại Lome - Togo. ASKY là một hãng hàng không tư nhân đa quốc gia có trụ sở tại Lome, Togo. Etopian Airlines một cổ đông lớn tại ASKY và có hợp đồng quản lý để quản lý và vận hành các dịch vụ của mình. Hợp tác của Etiopian với ASKY Airline đã giới thiệu kết nối mới giữa mạng lưới Tây Phi và mạng lưới toàn cầu của Ethiopia.
Ethiopian Airlines đã được giao chiếc Boeing 787 Dreamliner đầu tiên vào ngày 14 tháng 8 năm 2012 tại Seattle, Washington. Hãng đã có một bước tiến khác bằng cách nhận chiếc Boeing 787 Dreamliner thứ hai vào ngày 3 tháng 10 năm 2012.
Trong một cột mốc khác, một lần nữa, Ethiopian đã dẫn đầu ngành hàng không châu Phi bằng cách là người đầu tiên ở lục địa nhận và vận hành B777 Chuyên chở hàng vào ngày 19 tháng 9 năm 2012. Ethiopian bắt đầu các đường bay mới đến Toronto -Canada và Berbera, thành phố cảng Somaliland. Ethiopian cũng tăng tần suất trên tuyến Abidjan bằng cách cung cấp các chuyến bay hàng ngày. Ethiopian đã nhận được năm giải thưởng khác nhau trong năm 2012. Giám đốc điều hành người Ethiopia đã giành giải thưởng Nhà lãnh đạo doanh nghiệp châu Phi của năm từ hội đồng doanh nghiệp ở châu Phi (CCA). Etiopian đã giành giải thưởng Kim cương quốc tế về chất lượng xuất sắc của Hiệp hội nghiên cứu chất lượng châu Âu (ESQR) vào ngày 2 tháng 12 năm 2012 tại Brussels. Ethiopian đã giành giải "Hàng không châu Phi của năm" và Cơ trưởng Desta Zeru, phó chủ tịch điều hành chuyến bay dành giải thưởng "Truyền thuyết châu Phi" từ tạp chí Du lịch châu Phi (ATQ). Ethiopian cũng nhận được giải thưởng cho Dịch vụ khách hàng xuất sắc của Mạng lưới Châu Phi.
Ethiopian Airlines  niệm 40 năm bay đến Trung Quốc, chuyến bay khai trương đến Bắc Kinh khai thác với Boeing 700 vào ngày 7/11/1973.
Etiopian nhận máy bay đầu tiên trong số năm máy bay Bombardier Q-400 được cấu hình lại và  đặt hàng năm máy bay Q400 NextGen. Ethiopian Airlines đã đặt mua thêm 1 chiếc máy bay B777-200LR (Phạm vi dài hơn) bổ sung vào đội tàu bay 5 chiếc 777-200LR. Năm 2013, Ethiopian trở thành đối tác chiến lược của Malawian Air mới với 49% cổ phần. 51% cổ phần còn lại sẽ do Chính phủ Malawian và các nhà đầu tư tư nhân Malawian nắm giữ. Etiopian đã mở một trung tâm vận chuyển hàng hóa thứ hai ở Châu Phi có trụ sở tại Lomé, Togo, hợp tác với các hãng hàng không ASKY.  Ethiopian đã nhận được 5 giải thưởng khác nhau trong năm 2018. Ethiopian lại giành được một giải thưởng vì tiên phong trong thời Phục hưng Châu Phi từ Tổng thống Cộng hòa Dân chủ Liên bang Ethiopia. Người Ethiopia đã giành giải thưởng SKYTRAX World Airline cho Dịch vụ nhân viên hàng không tốt nhất ở châu Phi nhờ dịch vụ khách hàng xuất sắc. Ethiopian đã giành được "Africa's Best Business Class Airline". Ethiopian đã giành giải thưởng Hiệu suất Độ tin cậy Hàng không của Bombardiers trong năm thứ ba liên tiếp. Ethiopian  đã giành giải thưởng Sự lựa chọn của hành khách cho Hàng không khu vực tốt nhất ở Châu Phi, Giải thưởng Doanh nghiệp châu Phi của năm, giải thưởng đôi cho Hãng hàng không châu Phi của năm, và đội bay tốt nhất ở Châu Phi. Giám đốc điều hành người Ethiopia đã giành giải thưởng Chuyên nghiệp xuất sắc. Giám đốc điều hành người Ethiopia đã giành giải thưởng Chiến lược hàng không 2013 cho Giải thưởng lãnh đạo khu vực và chuyên nghiệp xuất sắc.
Ethiopian bắt đầu các dịch vụ mới đến Blantyre, Ndola - Zambia, Seoul - Hàn Quốc, Enugu-Nigeria, Sao Paulo Rio de Janeiro - Brazil, Niamey-Nigeria, Singapore, Semere-Ethiopia. Etiopia cũng tăng năm chuyến bay hàng tuần đến Abuja để phục vụ hàng ngày.
Ethiopian đã nhận được chiếc Boeing 737-800 thế hệ mới hoàn toàn mới với Sky Inter. Ethiopian đã nhận được chiếc Boeing 777-200LR  thứ sáu của mình. Ethiopian đã nhận chiếc B777-300ER đầu tiên được thuê từ Boeing.
Người Ethiopia thuê hai chiếc Boeing 777-300ER mới từ Air Hire Corporation. Máy bay dự kiến sẽ được giao vào tháng 5 và tháng 6 năm 2015.
Các dịch vụ MRO của Ethiopia đã phát triển khả năng đại tu cửa hàng cho các động cơ CFM56-3. MRO của Ethiopia đã được chấp thuận cho các khả năng như vậy từ Cơ quan hàng không dân dụng Ethiopia (ECAA) và Cục hàng không liên bang Hoa Kỳ (FAA).
Etiopia đã ký Biên bản ghi nhớ (MoU) với Sân bay quốc tế Djibouti để cung cấp vận chuyển hàng hóa đường biển và hàng không đường biển ở Đông Phi.
Học viện Hàng không Ethiopia đã trở thành người đầu tiên ở Châu Phi tốt nghiệp 26 phi công được đào tạo với Giấy phép Phi công Nhiều Phi hành đoàn (MPL).
tinh thần
Năm 2014,  Ethiopian Airlines đã nhận tiếp bốn chiếc Boeing 787 còn lại vào năm 2014  tăng tổng số B787 lên 10 chiếc,hãng cũng tiếp tục nhận thêm 2 chiếc Boeing 777F tăng tổng số B777 lên 4 chiếc. Ethiopian đã giao 3 máy bay huấn luyện phi công Cessna 172. Ethiopian Airlines cũng đã thuê B777-300ER từ GE Capital Aviation Services Limited.
Trong kế hoạch mở rộng mạng bay của mình, Ethiopian Airlines bắt đầu mở các đường bay mới đến Doha-Qatar, Viên-Áo, Kano-Nigeria, Thượng Hải-Trung Quốc, Bale Robe & Kombolcha -Ethiopia. Ethiopian cũng đã triển khai bốn chuyến bay hàng ngày đến Nairobi và các chuyến bay hàng ngày đến London.
Đối tác chiến lược của Ethiopia cho khu vực miền nam châu Phi, Malawian Airlines đã thực hiện chuyến bay quốc tế đầu tiên đến Johannesburg.
Công ty đã ký sharecode với ANA, tập đoàn hàng không hàng đầu Nhật Bản, United Airlines và Austrial Airlines.
Hãng hàng không Etopianian đã đặt hàng 20 chiếc 737 MAX 8 từ Boeing, đơn đặt hàng đại diện cho đơn đặt hàng Boeing lớn nhất theo số lượng máy bay từ một hãng hàng không châu Phi.
Học viện Hàng không Ethiopia đã tham gia mạng lưới đối tác đào tạo toàn cầu của IATA, với tư cách là Trung tâm đào tạo ủy quyền của IATA.
Theo IATA, Etiopian trở thành hãng vận tải lớn nhất châu Phi theo Doanh thu và Lợi nhuận.
Năm 2015, Hãng hàng không Ethiopian Airlines đã tiến hành nhận thêm 10 máy bay và nâng tổng số tàu bay lên 77 chiếc trong đội bay
Ba chiếc Dreamliners Boeing 787, nâng tổng số Dreamliners lên 13 chiếc.
Hai máy bay Boeing 777- 300 và hai máy bay Boeing 777-200F, tạo ra tổng cộng 15 máy bay B777.
Ba máy bay Boeing 737- 800. Ethiopia hiện có 19 B737 trong đội bay.
Etiopia đã ký một hợp đồng mua bán chắc chắn cho hai máy bay phản lực cánh quạt Q400 bổ sung sẽ đưa phi đội máy bay Q400 của hãng hàng không Etopian Airlines lên tổng cộng 19 máy bay, tổng số phi đội lớn nhất ở châu Phi.
Ethiopian bắt đầu các chuyến bay mới vào năm 2015 đến Cape Town (Nam Phi), Gaborone (Botswana), Los Angeles (Mỹ), Dublin (Ireland), Goma (Dem. Rep. Of Congo), Tokyo (Nhật Bản), Manila (Philippines), Yaounde (Cameroon), Sao Paulo (Brazil) và điểm đến hàng hóa mới đến Bengaluru (Ấn Độ). Etiopia hiện có 92 điểm đến quốc tế và 19 điểm đến trong nước.
Etiopia xếp thứ 6 trong số 22 hãng hàng không đáng tin cậy nhất trên thế giới. Bảng xếp hạng được thực hiện sau khi đánh giá nghiêm túc trong ba lĩnh vực: Hiệu suất đúng giờ, chi phí được kiểm tra thấp, tuổi trung bình của đội bay. Để biết chi tiết tin tức xin vui lòng bấm vào liên kết ở đây.
Ethiopia đã ký thỏa thuận sharecode với hãng TAP Portugal (hãng hàng không hàng đầu Bồ Đào Nha), mở rộng phạm vi chia sẻ với Air India và gia hạn hợp tác Air Cargo với Sân bay Liege trong năm năm tới.
Một chuyến bay có tất cả thành viên phi hành đoàn đều là nữ được tổ chức nhằm mục đích Trao quyền cho phụ nữ vì sự tăng trưởng bền vững, hoạt động lần đầu tiên vào ngày 19 tháng 11 năm 2015 từ Addis Ababa đến Bangkok. Toàn bộ quá trình được thực hiện bởi phụ nữ từ các thành viên phi hành đoàn trên khoang và tiếp viên đến Điều hành sân bay, Công văn chuyến bay, Điều khiển tải hành trình, Xử lý hành lý, Lập kế hoạch bay, Xử lý hàng hóa, Hậu cần trên máy bay, An toàn và an ninh hàng không, Nhân viên vé, Kiểm soát không lưu và Trung tâm cuộc gọi toàn cầu.
Ethiopia đã khánh thành Trung tâm cung cấp dịch vụ ăn uống trên máy bay lớn nhất và hiện đại nhất với tổng diện tích 11.500m2, bao gồm các khu vực chế biến thực phẩm và chế biến thực phẩm hiện đại nhất, được trang bị đầy đủ thiết bị nấu nướng và công nghệ cao, rửa chén công suất lớn và làm nhiệm vụ nặng nề máy làm đá, bếp nóng, kho, phòng lạnh, cửa hàng, gói lưu lượng, vịnh tải, xe tải và xe tải cao, nhiều loại thiết bị làm mát, nhà bếp Halal chuyên dụng cũng như một số phòng hiện đại.

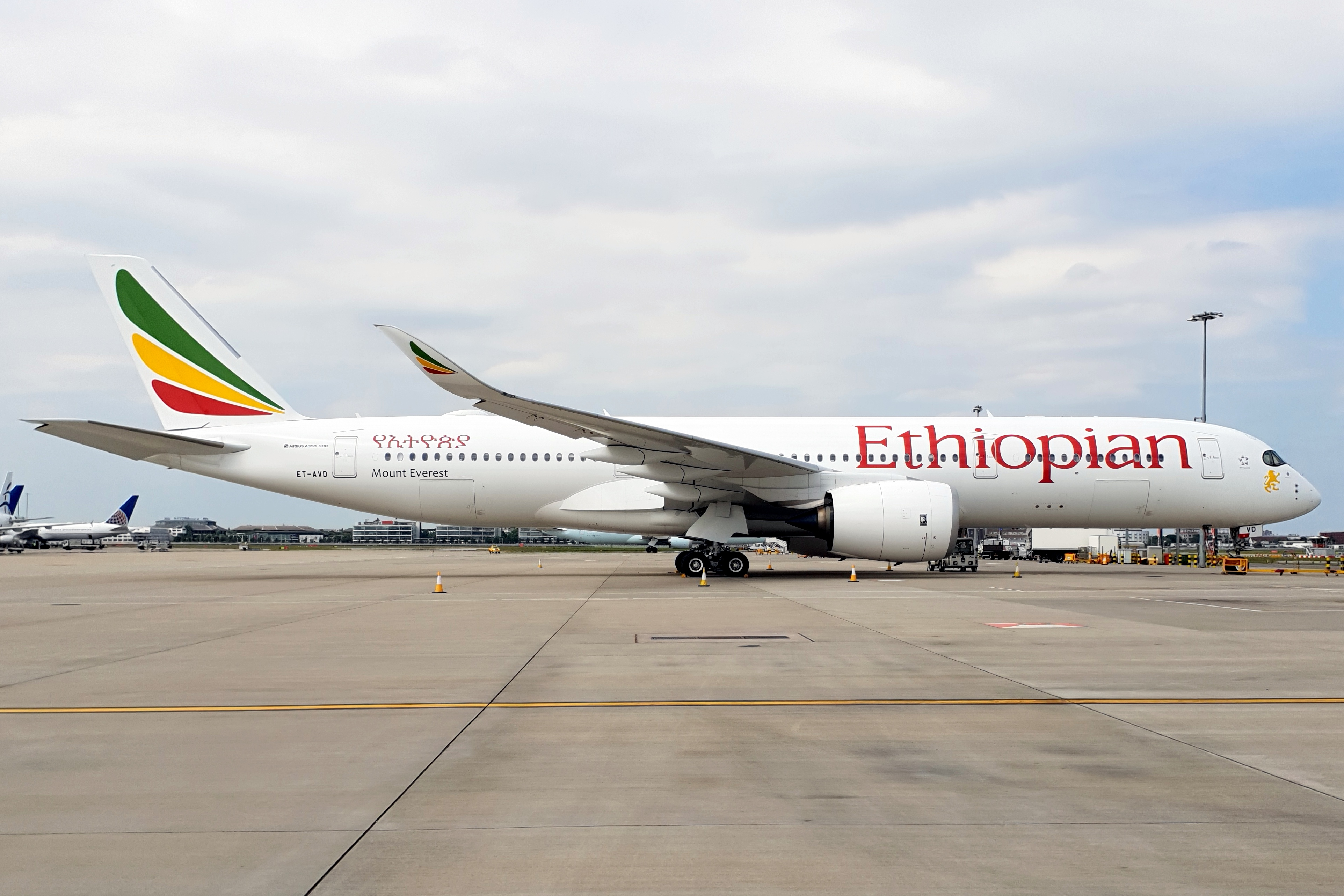
Airbus A350-900

Hãng hàng không Ethiopia là hãng hàng không đầu tiên ở châu Phi nhận Airbus A350XWB và xuất sắc trong việc mang đến cho hành khách trải nghiệm du lịch tuyệt vời trên máy bay này trước các hãng khác. Ethiopian cũng vui mừng khiến tất cả người dân châu Phi tự hào khi là hãng hàng không đầu tiên trên thế giới bay chiếc máy bay cực kỳ hiện đại này trên bầu trời châu Phi. Năm 2016, Etiopia đã nhận được hai chiếc A350 XWB.
Đầu tiên tại Châu Phi, Airbus 350 XWB đã thực hiện chuyến bay đầu tiên đến các điểm đến của Ethiopia bao gồm: Yaoundé Cameroon, Kigali, Nairobi, Lagos, Bujumbura, London Heathrow, Douala, Malabo, Nam Phi, Lusaka, Harare, NedomDjamena và Entebbe. ICAO đã chứng nhận Học viện Hàng không Ethiopia là Trung tâm đào tạo xuất sắc của khu vực ICAO - Học viện được công nhận sau khi đánh giá nghiêm ngặt về tổ chức đào tạo, Hướng dẫn thủ tục và đào tạo, cơ sở, quy trình đào tạo, trình độ nhân viên và hệ thống chất lượng.
Hãng hàng không Etopian mang đến Google "Seat View" cho máy bay A350-900 XWB đầu tiên để cho phép hành khách đi lại giữa London Heathrow và Addis Ababa để xem xét kỹ hơn chỗ ngồi của họ trước chuyến đi.

## Đội tàu bay

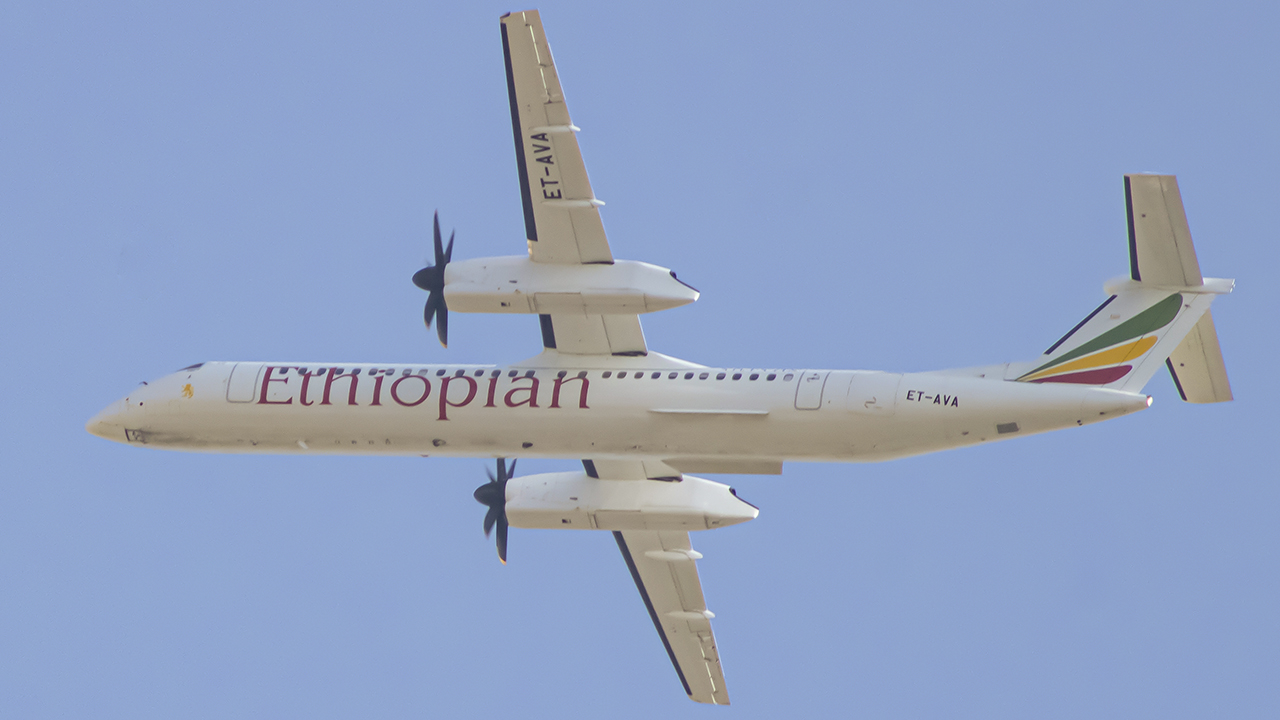
De Havilland Dash 8-400

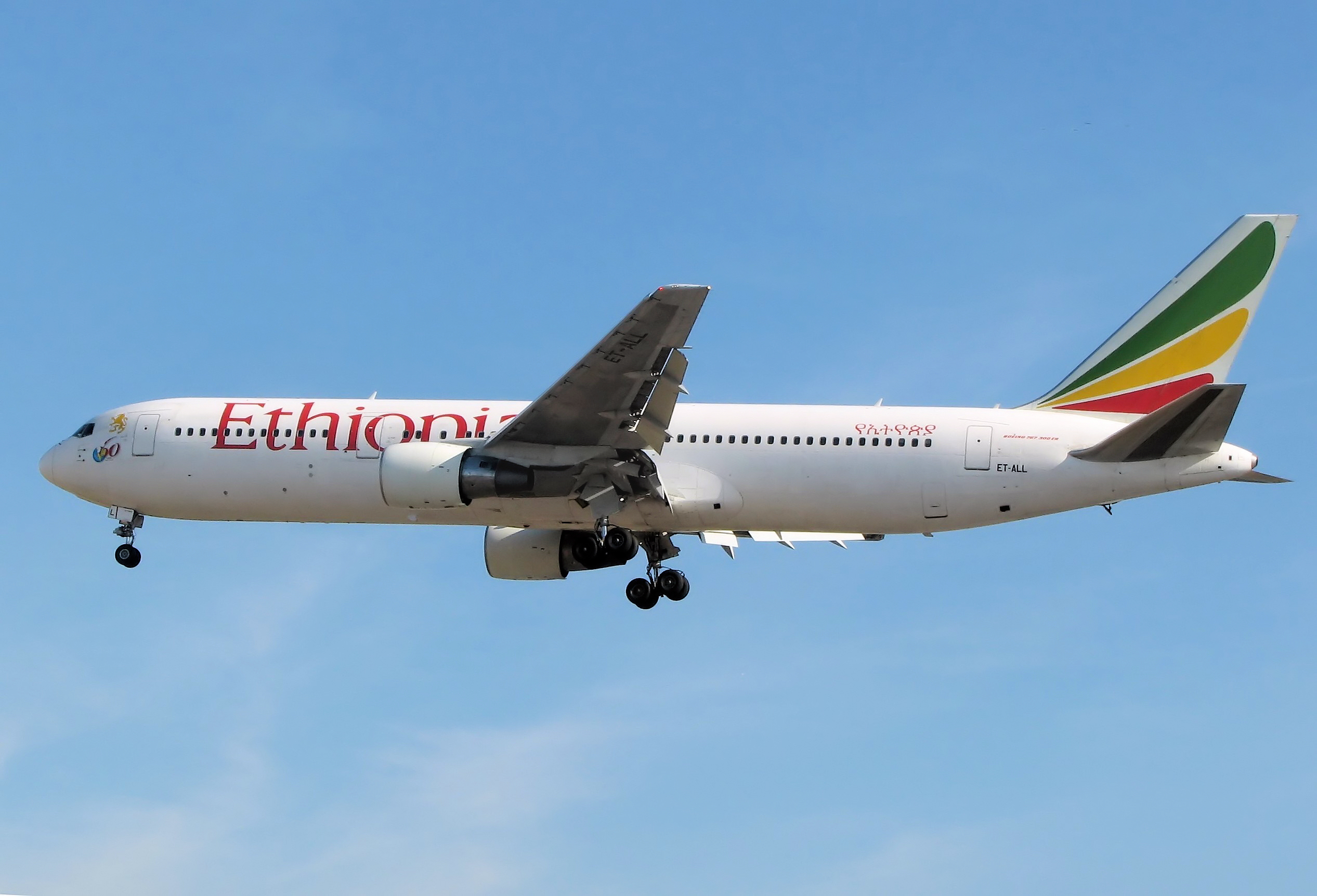
Một chiếc Boeing 767-300ER của Ethiopian Airlines hạ cánh ở Sân bay London Heathrow, Anh. (2009)

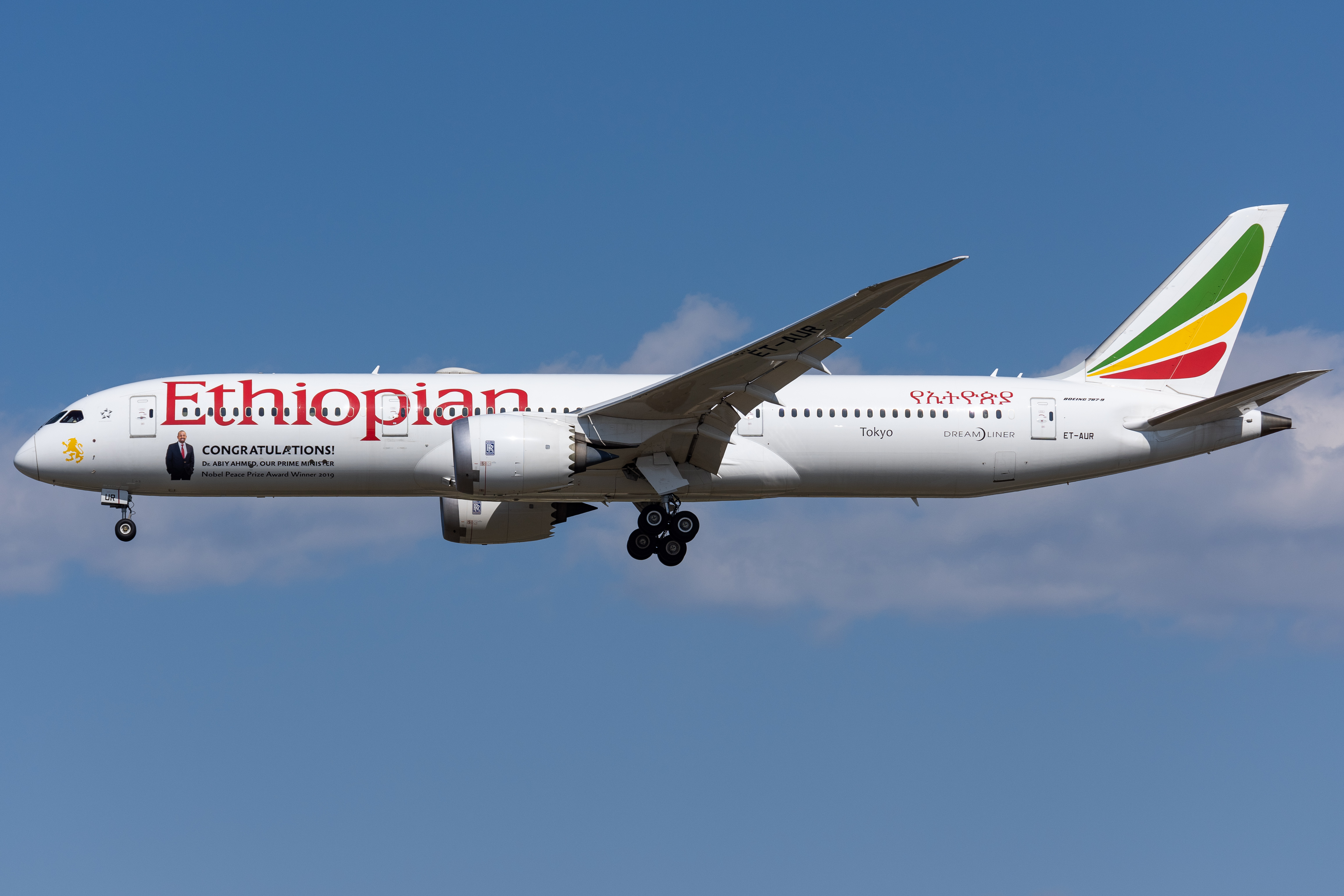
Boeing 787-9 mang sticker Congratulations! Dr. Abiy Ahmed, our Prime Minister, Nobel Peace Prize Award Winner 2019

Hãng Ethiopian Airlines có đội tàu bay gồm (tháng 8 năm 2022):

### Vận chuyển hành khách
Độ tuổi bình quân của đội bay hãng này là 8 năm vào thời điểm tháng 8 năm 2022.

## Liên minh
Ethiopian Airlines thuộc liên minh Star Alliance. Hãng có một số thoả thuận chi chỗ với các hãng sau :
- Aegean Airlines
- Air Canada
- Air China[9][10]
- Air Côte d'Ivoire[11]
- Air Europa[12]
- Air India[13]
- All Nippon Airways[14][15][16][17]
- Asiana Airlines[18][19]
- ASKY Airlines
- Austrian Airlines[20][21]
- Azul[22][23]
- EgyptAir
- El Al
- Kuwait Airways
- LAM Mozambique Airlines
- Lufthansa
- Malawian Airlines
- Malaysia Airlines
- Oman Air
- RwandAir
- Scandinavian Airlines
- Shenzhen Airlines
- Singapore Airlines
- South African Airways
- TAP Air Portugal
- Turkish Airlines
- United Airlines

Ethiopian Airlines và Lufthansa có quan hệ chặt chẽ trong chương trình bay thường xuyên Shebamiles và Miles & More  allowing members to earn and spend miles on the airlines' entire network.
Tháng 7 năm 2008, Ethiopian Airlines đã ký thoả thuận đối tác chiến lược với hãng hàng không có trụ sở ở Lomé ASKY Airlines theo đó Ethiopian giữ 25% cổ phần . Ethiopian Airlines chịu trách nhiệm bảo dưỡng và quản lý vận hành. Kế hoạch biến Lomé thành một trung tâm khu vực của Ethiopian Airline đối với thị trường Tây Phi.

## Dịch vụ

### Đồ ăn và thức uống
Trên tất cả các chuyến bay, hành khách được cung cấp thức ăn và đồ uống miễn phí trên máy bay, ở cả hai hạng ghế. Dịch vụ ăn uống bao gồm các bữa ăn nóng, đồ ăn nhẹ nóng hoặc nguội, hoặc đồ ăn nhẹ, tùy thuộc vào độ dài của chuyến bay và thời gian trong ngày. Lựa chọn mua đồ uống đặc biệt với một khoản phụ phí cũng có sẵn. Hãng cũng cung cấp nhiều loại thực đơn cho những hành khách có yêu cầu bữa ăn đặc biệt.

### Dịch vụ Cloud Nine
Hạng Thương gia của Ethiopian Airlines có tên là Cloud Nine. Hành khách đi hạng ghế này được cung cấp các tiện nghi trên máy bay và nhiều loại tài liệu đọc. Trên các tuyến bay sử dụng máy bay Boeing 777-200LR, hành khách được cung cấp ghế ngủ và dịch vụ âm thanh và video theo yêu cầu, với 85 kênh trên màn hình IFE 15,4 inch.

### Phòng chờ
Hành khách của Ethiopian Airlines được cung cấp hai phòng chờ tại Sân bay quốc tế Bole. Hành khách của Cloud Nine có thể chờ đợi chuyến bay khởi hành tại Cloud Nine Lounge, nơi họ được cung cấp nhiều tiện nghi, cũng như máy tính cá nhân hoặc kết nối không dây. Tương tự như vậy, chủ thẻ ShebaMiles có hạng Vàng hoặc Bạc có thể sử dụng các dịch vụ của Sheba Miles Lounge. Các đại lý Dịch vụ Khách hàng có mặt tại cả hai phòng chờ để hỗ trợ hành khách với bất kỳ thắc mắc nào liên quan đến chuyến bay của họ

## Sự cố và tai nạn
Từ năm 1970, hãng đã có hai tai nạn .
Ngày 15/9/1988, chiếc Boeing 737 của chuyến bay 604 của Ethiopian Airlines cất cánh từ Bahir Dar, Ethiopia đã bị kẹt bồ câu trong hai động cơ mất lực đẩy ngay lập tức, động cơ còn lại mất lực đẩy lúc hạ cánh khẩn cấp xuống lại sân bay đã cất cánh. Vụ này khiển 31 trong 105 hành khách thiệt mạng .
Ngày 23/11/1996, ba không tặc đã kiểm soát một chiếc Boeing 767 trong chuyến bay 961 của Ethiopian Airlines. Chuyến bay này dự kiến bay theo lộ trình Addis Ababa-Nairobi-Brazzaville-Lagos-Abidjan. Kẻ không tặc yêu cầu phi công bay sang Úc. Khi bay về phía nam dọc theo bờ biển châu Phi, bộ phận kiểm soát mặt đất Nairobi khuyên họ hạ cánh xuống Mombasa. Nhiên liệu của một trong các động cơ máy bay đã cạn. Khi đang cố hạ cánh xuống vùng nước nông cách bờ 500 mét gần bãi biển Le Galawa Beach (quần đảo Comoros gần Moroni trong quần đảo Comoros), máy bay hết xăng và rơi xuống biển. 123 trong 175 hành khách và phi hành đoàn thiệt mạng. Người ta cho rằng tất cả đám không tặc đã chết. Máy bay bị phá huỷ.
Ngày 25 tháng 1 năm 2010, chuyến bay 409 theo lịch trình từ Beirut, Liban, đến Addis Ababa, Ethiopia, và đã rơi xuống Địa Trung Hải ngay sau khi cất cánh ngày 25 tháng 1 năm 2010. Người ta cho rằng tất cả 90 người trên máy bay đã thiệt mạng.
Ngày 10/3/2019, chuyến bay mang số hiệu 302 chở khách quốc tế theo lịch trình từ sân bay quốc tế Addis Ababa Bole đến sân bay quốc tế Jomo Kenyatta ở Nairobi, Kenya. Chuyến bay thực hiện bằng một chiếc Boeing 737 MAX 8 đã bị rơi khiến toàn bộ 157 người trên tàu bay thiệt mạng, không còn người sống sót.

## Chứng nhận
Cục hàng không Liên bang Hoa Kỳ đã cấp giấy chứng nhận cho bộ phận bảo dưỡng, giấy chứng nhận số ETIY 102F.